# Usnea cristatula
Usnea cristatula är en lavart som beskrevs av Motyka. Usnea cristatula ingår i släktet Usnea och familjen Parmeliaceae.   Inga underarter finns listade i Catalogue of Life.